# Leśny Dworek (Pokrzywnica)
Leśny Dworek – nieoficjalna nazwa leśniczówki należącej do wsi Pokrzywnica w Polsce położona w województwie wielkopolskim, w powiecie pilskim, w gminie Szydłowo.
Miejscowość wchodzi w skład sołectwa Kłoda.
W latach 1975–1998 miejscowość należała administracyjnie do województwa pilskiego.